# Цесна (футбольный клуб, Алма-Ата, 2004)
«Цесна» (каз. Цесна футбол клубы) — бывший казахстанский футбольный клуб из Алма-Аты, был фарм-клубом команды «Алма-Ата». Домашние матчи принимала на одноименном стадионе.
В 2004 году в структуре клуба «Алма-Ата» (в 2000—2003 годах именовался «Цесна») образовался фарм-клуб «Цесна». Команда дебютировала в Первой лиге и заняла седьмое место. В 2005 году добилась своего наивысшего успеха, заняв второе место в конференции. В 2007 году заняла 9-е место в конференции, а в 2008 году клубы высшего дивизиона должны были создать команду дублеров, поэтому фарм-клуб прекратил своё существование.

## Статистика
| Сезон | Первая Лига | Первая Лига | Первая Лига | Первая Лига | Первая Лига | Первая Лига | Первая Лига | Первая Лига | Первая Лига | Кубок |
| Сезон | Конференция | Место       | Игр         | В           | Н           | П           | ГЗ          | ГП          | О           | Кубок |
| ----- | ----------- | ----------- | ----------- | ----------- | ----------- | ----------- | ----------- | ----------- | ----------- | ----- |
| 2004  | Юго-запад   | 7           | 24          | 9           | 6           | 9           | 40          | 29          | 33          | 1/16  |
| 2005  | Юго-запад   | 2           | 22          | 17          | 2           | 3           | 57          | 16          | 53          | 1/16  |
| 2006  | Юго-запад   | 4           | 26          | 16          | 4           | 6           | 64          | 30          | 52          | 1/16  |
| 2007  | Юго-запад   | 9           | 22          | 6           | 5           | 11          | 33          | 30          | 23          | 1/16  |